# 狭叶坡垒
狭叶坡垒（学名：Hopea chinensis）为龙脑香科坡垒属下的一个种。俗名：龙袍树、窄叶坡垒、河内坡垒、多毛坡垒。模式标本采自广西十万大山。